# Gastronomía de Omán

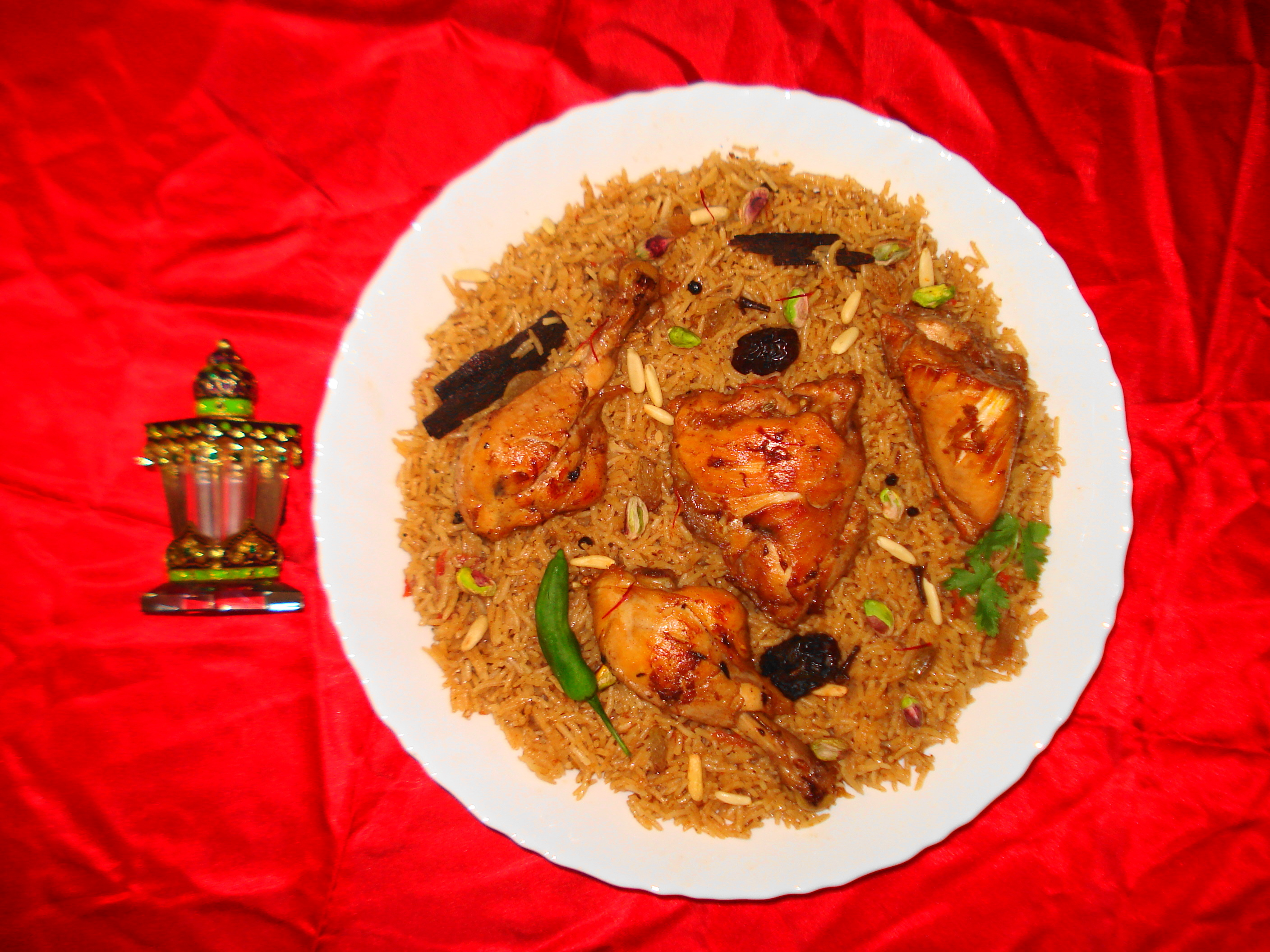
Kabsa, también conocido como makbús en los estados de Golfo árabes.

La gastronomía de Omán está influenciada por las gastronomías árabe, iraní, india, asiática, levantina y africana, lo que refleja la posición de Omán como un centro comercial en la intersección de las rutas comerciales de especias. Los platos a menudo se basan en pollo, pescado y cordero, así como en el alimento básico del arroz. La mayoría de los platos omaníes tienden a contener una rica mezcla de especias, hierbas y adobos.

## Características
Aunque la cocina omaní varía dentro de las diferentes regiones de Omán, la mayoría de los platos en todo el país tienen un elemento básico de curry, carne cocida, arroz y verduras. Las sopas también son comunes y generalmente están hechas de pollo, cordero y verduras (por ejemplo, berenjenas ahumadas). La comida principal generalmente se come a la mitad del día, mientras que la cena es más ligera.

## Platos
- Harees: es trigo mezclado con carne o pollo cocinados hasta que forma una pasta gruesa que se come con los dedos o una cuchara y servido con ghee.
- Kahwa: es el café Omaní mezclado con polvo de cardamomo, a menudo servido como símbolo de hospitalidad. Es a menudo servido con dátiles y halwa.[1]
- Kebab: es un plato de carne ensartada especiada y salada (normalmente pollo o ternera) a la parrilla y servida con una guarnición de vegetales.
- Mashuai: es un plato que consiste en un pez rey asado entero, servido con arroz con limón.
- Makbús: es un plato de arroz a veces aromatizado con azafrán y cocinado en la misma agua en la que se cocinó el pollo o la carne.
- Muqalab: son tripas cocinadas con una variedad de especias, incluyendo canela, cardamomo, clavos, pimienta negra, jengibre, ajo, y nuez moscada.
- Shuwaa: es una comida que se come solo en ocasiones festivas. El plato consiste en trozos de carne de cabra, oveja, vaca o camello marinados en una pasta de dátiles picantes y asados en un horno especial, que es un hoyo excavado en el suelo. Esta suele ser una actividad comunitaria de un pueblo entero. La carne se condimenta con una variedad de especias, luego se envuelve en sacos hechos de hojas secas, que a su vez se colocan en el horno.
- Sakhana: es una sopa densa de trigo, fechas, melaza, y leche, típicamente comida durante Ramadán.
- Albadhinajan mae tawarikh: es un pastel hecho de berenjena, dátiles y cebolla.

## Bebida
El café es la bebida nacional, mientras que el té se bebe por hospitalidad. Otras bebidas populares incluyen laban (un tipo de suero de mantequilla salado), bebidas de yogur y refrescos.